# あさひアセットマネジメント
あさひアセットマネジメント株式会社（英文名称Asahi Asset Management Co.,Ltd.）は、金など貴金属の商品先物取引の売買取次を行う企業であった。

## 沿革
- 2007年（平成19年）10月 - 会社設立（旧あさひアセットマネジメント株式会社より会社分割）
- 2008年（平成20年）5月29日 - ロコ・ロンドン保証金取引に関し、特定商取引法違反の疑いで千葉県警察から捜索を受ける[1]。
- 2008年（平成20年）7月4日 - 破産開始決定。
- 2008年（平成20年）9月25日 - 前述のロコ・ロンドン保証金取引に関し、社長ら幹部9人が、詐欺容疑で千葉県警に逮捕された。同時に法人としてのあさひアセットマネジメントも、特定商取引法違反（不実告知）容疑で書類送検される見通し。[2]
- 2009年（平成21年）3月30日 - 千葉地裁が元社長に懲役5年6ヶ月、元営業次長に懲役3年、元総務課長に懲役2年6ヶ月の実刑判決をそれぞれ言い渡した。[3]
- 2010年（平成22年）9月27日 - あさひアセットマネジメントの破産手続きが終結。[4]